# 姜濤 (明朝)
姜濤（14世紀—1445年6月4日），字伯源、又字靜之，山西太原府忻州人，明朝政治人物。

## 生平
姜濤在永樂十二年（1414年）中舉人，授嘉興府同知，永樂二十一年（1423年）補任河間府同知；其後知府因事罷官，人民都祈禱讓他陞任知府，結果朝廷以他剛正廉明，在宣德九年（1432年）授與知府，任內處理政事敏捷有為，合人民心意。
正統元年（1436年）姜濤陞為順天府尹，提出使用庫錢供應祭典牲禮，又在水災時慰問軍民，上奏賑災。其時有王同知與他不和，以事羈押到北京，他得知後以禮相待；督工時又有舊同僚與其有嫌隙，看到他後不敢前行，他卻和對方握手，殷勤相對，人們都稱他厚道。
正統九年（1444年）姜濤陞任戶部左侍郎督理漕運倉儲，次年（1445年）在任內去世。

## 引用
1. ↑  《明英宗睿皇帝實錄·卷一百二十八》：（正統十年四月壬申）姜濤卒。濤山西忻州人，由舉人歷任河間知府，正統元年陞順天府尹，正統八年陞戶部左侍郎。在任有治才，至是卒，遣官賜祭，命有司治葬。
2. 1 2  乾隆《忻州志·卷六》：姜濤，字伯源，忻州人，永樂甲午舉人。除嘉興府同知，代遣督工口，外補河間府同知，未幾守以事罷，民爭走闕下，祈濤知府事，遂授知府。值外艱，民復走闕下祈留任，遷順天府府尹，時祀典牲醴諸費悉供自民間，濤請出庫錢供役，先是濤赴京時，有王同知者與有隙，王死妻子以事械入京師，濤聞飲食之待有加禮；又前督工時有舊官按察者在役亦與隙，見濤恐懼不敢前，濤與執手道殷勤如平生歡，人皆稱其長厚。遷戶部侍郎，以疾歸，未幾起督漕運倉儲，卒於官。濤清介，雖多貴顯，家故無中人產，卒之日不能具棺殮，訃聞賜祭塟如例。
3. ↑  《國朝列卿紀·卷之三十六·戶部左右侍郎行實》：姜濤，字靜之，山西太原府忻州人，永樂甲午鄉舉。授嘉興府同知，二十一年改河間府；宣德九年以剛正廉幹陞本府知府，有政績，敏決有為，士民宜之。正統元年陞順天府尹，安常率職，民亦不擾；四年京師大水，命存問被水軍民，具奏賑濟。……

## 備註
1. ↑  《國朝列卿紀·卷之三十六·戶部左右侍郎行實》後段尚有「十一年陞戶部右侍郎，十二年陞戶部左侍郎，十四年卒於官。」，但與其卒年矛盾。

| 官衔        | 官衔                          | 官衔                           |
| ----------- | ----------------------------- | ------------------------------ |
| 前任： 賈義 | 明朝嘉興府同知 永樂年間       | 繼任： 董翥                    |
| 空缺        | 明朝河間府同知 1423年－1432年 | 空缺下一位持有相同頭銜者：廖謨 |
| 前任： 李濬 | 明朝河間府知府 1432年－1436年 | 繼任： 許侃                    |
| 前任： 李庸 | 明朝順天府府尹 1436年－1444年 | 繼任： 王賢                    |